# Thalassodes subreticulata
Thalassodes subreticulata är en fjärilsart som beskrevs av Paul Mabille 1900. Thalassodes subreticulata ingår i släktet Thalassodes och familjen mätare. Inga underarter finns listade i Catalogue of Life.